# Chenal maritime
Pour les articles homonymes, voir Chenal.

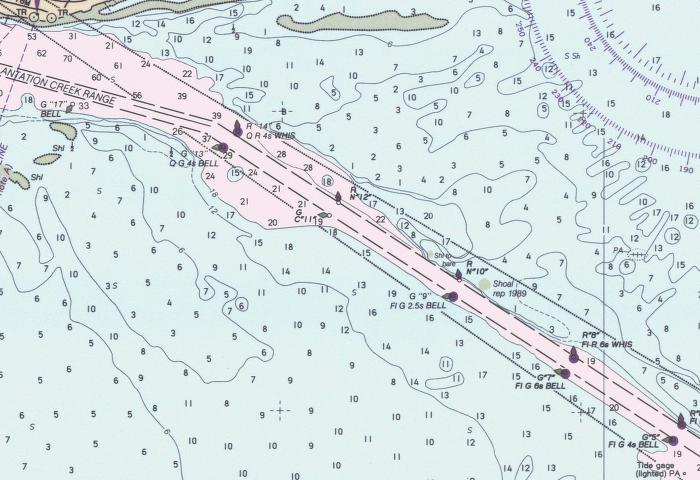
Chenal d'accès balisé.

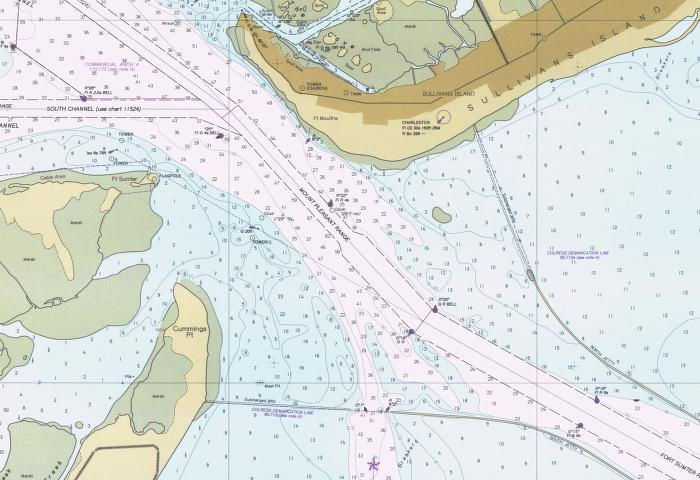
Chenal balisé avec alignements.

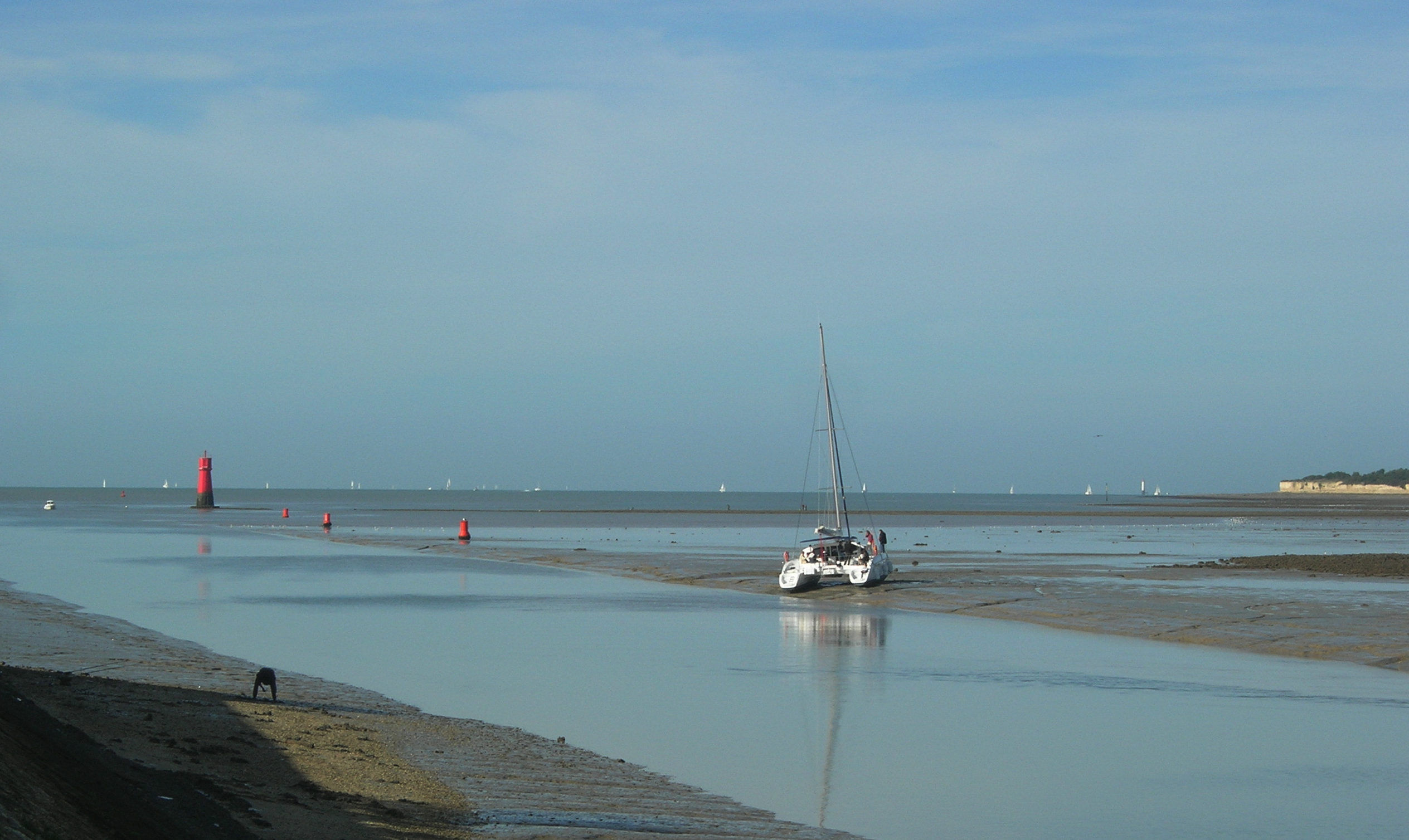
Chenal d'accès du vieux port de La Rochelle à marée basse.

Un chenal est, dans un contexte maritime, la voie d'accès à un port ou à une zone de mouillage dans lequel un navire disposera de la plus grande profondeur d'eau sous la quille, lui permettant de progresser en toute sécurité, c'est-à-dire sans risquer de s'échouer,.
Le chenal est généralement délimité par des balises régulièrement espacées et un alignement d'amers permet de confirmer la bonne position dans le cas où des bouées se seraient déplacées.  
Dans un chenal, les conventions de balisage sont particulières : la forme et la couleur des balises sont codifiées sous l'appellation de système de balisage latéral. Les balises des chenaux importants sont éclairées de nuit par des feux. 
Le chenal d'accès aux abris peu fréquentés peut être délimité par de simples perches plantées dans le fond.  
Un chenal est créé lorsque :
- des zones de hauts fonds (zone d'eau peu profonde) ou d'écueils se trouvent sur le chemin d'accès à l'abri,
- l'accès à un port de commerce nécessite d'augmenter artificiellement la profondeur d'eau disponible pour permettre à des navires à grand tirant d'eau de passer (les plus grands pétroliers ont un tirant d'eau pouvant aller jusqu'à 25 mètres).

Les chenaux des ports de commerce sont maintenus  par un travail constant des dragues. Lorsque les eaux côtières  sont peu profondes - par exemple en France  devant les ports de Nantes et Saint-Nazaire -, les chenaux peuvent débuter à des dizaines de milles au large de la côte.  
Les règles de navigation dans un chenal sont particulières. Le principe général est que les petits navires et les navires de pêche « ne doivent pas gêner le passage des navires qui ne peuvent naviguer en toute sécurité qu'à l'intérieur d'un chenal étroit ou d'une voie d'accès » (voir pour plus de détails la Règle 9 du règlement international pour prévenir les abordages en mer). Les navires circulant dans les chenaux doivent tenir la droite du chenal. La navigation à la voile est réglementée lorsqu'il existe un trafic commercial.